# Metalepsis fishii
Metalepsis fishii är en fjärilsart som beskrevs av Augustus Radcliffe Grote 1878. Metalepsis fishii ingår i släktet Metalepsis och familjen nattflyn. Inga underarter finns listade i Catalogue of Life.